# Harpanthus scutatus
Harpanthus scutatus (deutsch Schild-Sichellebermoos) ist eine Lebermoos-Art aus der Ordnung Jungermanniales und gehört zur Gruppe der beblätterten Lebermoose.

## Merkmale
Harpanthus scutatus bildet hell- bis gelbgrüne, zum Teil auch leicht rötliche, meist kleinere Rasen oder wächst vereinzelt zwischen anderen Moosen. Die kriechenden oder aufsteigenden, wenig bis reichlich verzweigten Pflanzen sind 0,5 bis 2 Zentimeter lang und bis 1,3 Millimeter breit. Die breit-eiförmigen bis länglich-eiförmigen, am Stämmchen schief angewachsenen und etwas herablaufenden Blätter sind meist etwas einseitswendig nach oben gerichtet, die Sprosse daher etwas kätzchenförmig. Die Blattspitze ist durch einen gerundeten, etwa ein Fünftel bis ein Drittel der Blattlänge tiefen Einschnitt in zwei zugespitzte Lappen geteilt. Unterblätter sind auf einer Seite etwas mit den benachbarten Flankenblättern verwachsen, sie sind verhältnismäßig groß, bis über 0,5 Millimeter lang, eiförmig lanzettlich bis eiförmig und stumpf oder zugespitzt. Der Blattgrund ist vom Stämmchen sichelförmig abstehend, die Blattspitze zum Stämmchen hin eingebogen.
Die Blattzellen sind dünnwandig und in der Blattmitte 20 bis 30 Mikrometer groß. Die Zellecken sind dreieckig verdickt. In den Zellen sind jeweils etwa 3 bis 12 runde bis spindelförmige Ölkörper vorhanden.
Die Geschlechterverteilung ist diözisch. Sporogone und Brutkörper sind selten.

## Standortansprüche
Die Art lebt in niederschlagsreichen Gebieten in der submontanen und montanen Höhenstufe an kalkarmen, basenarmen und sauren, nassen bis frischen und schattigen Standorten. Sie wächst hier auf feuchtem, morschem Holz, auf kalkfreien Felsen, auf Rohhumus und Torf, seltener auf lehmiger Erde.

## Verbreitung
Das Moos ist ein subozeanisches Florenelement. Weltweit gibt es Vorkommen in Europa, ausgenommen der Mittelmeerraum und die Subarktis, weiters in Japan und im östlichen Nordamerika. In Mitteleuropa gehören zum Verbreitungsgebiet nur die Mittelgebirge und der Alpenraum. In den Nordalpen kommt die Art zerstreut vor, in den Zentralalpen und Südalpen ist sie selten.